# Laufwasserkraftwerk Ingolstadt
Das Laufwasserkraftwerk Ingolstadt ist ein Kraftwerk der Donau-Wasserkraft an der Staustufe Ingolstadt an der Donau und wird von der Uniper Kraftwerke GmbH betrieben.
Das Kraftwerk ging 1971 in Betrieb und ist Teil der Donau-Staustufe Ingolstadt bei Stromkilometer 2.459,2. Das mit drei Turbinensätzen ausgestattete Kraftwerk ist ausgelegt für eine Ausbauwassermenge von etwa 500 m³/s bei einer Ausbaufallhöhe von 5,1 Meter und ist für den Schwellbetrieb geeignet. Drei Kaplan-Turbinen mit Laufraddurchmesser 5,35 Meter und verstellbaren Leit- und Laufradschaufeln treiben drei Generatoren mit einer Nennleistung von je 6,6 Megawatt bei einer Drehzahl von 76,9 Umdrehungen pro Minute. Der erzeugte Bahnstrom wird auf der 110-kV-Spannungsebene in das Bahnstromnetz der DB Energie gespeist. Das Kraftwerk in Ingolstadt ist weitgehend baugleich mit den Kraftwerken in Bertoldsheim, Bittenbrunn oder Bergheim. Das Wehr der Staustufe besteht aus drei Feldern und dem links angeordneten Krafthaus. Am linken Ufer befindet sich die zugehörige Freiluft-Schaltanlage.

## Stausee
Der Stausee diente lange Zeit noch dem Kiesabbau. Mittels eines Schwimmbaggers und Förderbändern wurde das Abbaumaterial direkt zum Kieswerk an Land transportiert. Der Stausee verfügt über eine Insel, die als Vogelinsel dem Naturschutz dient und donauaufwärts über zahlreiche im Wasser gelegene Landstreifen, die älteren Datums sind. Er verhindert das in früheren Jahren oft übliche Zufrieren der Donau und verringert zugleich die Hochwassergefahr für die umliegenden Gemeinden. Die früher regelmäßige Überflutung der nahe gelegenen Auwaldgebiete wird durch die Staustufe auf ein Minimum reduziert, soll allerdings im Rahmen des Naturschutzes eventuell wieder aufgenommen werden.
Am Stausee befindet sich neben dem Kieswerk noch ein Betonwerk, auf dessen Gelände sich eine Kletterhalle des Deutschen Alpenvereins (DAV) befindet. Neben dem Stausee befindet sich in unmittelbarer Nähe der Ingolstädter Baggersee inmitten eines Naherholungsgebiets. Die Schüttel setzt sich als donauspezifisches Auwaldgebiet donauauf- wie abwärts fort. In rund einem Kilometer Entfernung findet sich mit dem Ingolstädter Nordwesten dichtere Bebauung, dazwischen liegen landwirtschaftliche Flächen, ein Schrebergartengebiet (das Moos) sowie die Schutter und Ludl, im Süden grenzt die Bebauung mit Tennisplätzen und dem Ingolstädter Südwesten näher an den Stausee an.